# S/2012 (2577) 1
S/2012 (2577) 1 är en av hittills två upptäckta asteroidmånar i omloppsbana runt 2577 Litva. Den upptäcktes 22 juni 2012 av W. J. Merline med flera med hjälp adaptiv optik vid Keck-observatoriet. Den är 1,2 kilometer i diameter, vilket är knappt en tredjedel av Litvas diameter.